# マニー・ファーバー
マニー・ファーバー（Manny Farber、1917年2月20日 - 2008年8月18日）はアメリカ合衆国の画家、美術評論家、映画評論家。

## 経歴
1917年、アリゾナ州ダグラス生まれ。『The New Republic』、『TIME』、『The Nation』、『The New Leader』、『Cavalier』、『Artforum』などの雑誌において1942年から1971年にかけて映画評論を、1940年代にはThe New Republic、The Nation誌上において美術評論を行っている。
1959年、『Film Culture』において犯罪映画やギャング映画を総評してunderground filmsと呼称し、今日のアンダーグラウンド映画の名称の基となっている。また、1962年には同誌においてWhite Elephant Art vs. Termite Artと題したエッセイを発表し、いわゆるB級映画や作家主義的な作品を積極的に擁護した。
その後1970年から1987年にかけてはカリフォルニア大学サンディエゴ校の教授として教壇に立ち、2008年同地自宅で死去した。

## 著作
- 『Negative Space: Manny Farber on the Movies』（New York: Da Capo Press、1998年3月、ISBN 9780306808296）
- 『Debt』（San Diego Reader、2006年5月、）